# Liparis brachyglottis
Liparis brachyglottis là một loài thực vật có hoa trong họ Lan. Loài này được Rchb.f. ex Trimen mô tả khoa học đầu tiên năm 1885.